# Rubieae
Rubieae es una tribu de plantas perteneciente a la familia Rubiaceae. Contiene 969 especies en 14 géneros . El género Galium es responsable de más de dos tercios de las especies de la tribu. El segundo género mayor es Asperula , que contiene alrededor de 200 especies. A diferencia del resto de la familia Rubiaceae, la tribu predominante contiene hierbas perennes y anuales con pseudo grupos de hojas y estípulas como hojas y se centra en las regiones templadas y tropicales de montaña.

## Géneros
Según wikispecies
- Asperula - Cruciata - Crucianella - Didymaea - Galium - Phuopsis - Rubia - Relbunium - Sherardia - Valantia

Según NCBI
- Asperula - Callipeltis - Crucianella - Cruciata - Didymaea - Galium - Kelloggia - Phuopsis - Relbunium - Rubia - Sherardia - Staelia - Valantia[2]